# Sturmia imperalis
Sturmia imperalis är en tvåvingeart som först beskrevs av Charles Howard Curran 1926.  Sturmia imperalis ingår i släktet Sturmia och familjen parasitflugor.
Artens utbredningsområde är Jamaica. Inga underarter finns listade i Catalogue of Life.